# 桑亞姆·舒克拉
桑亞姆·舒克拉（英語：Sanyam Shukla，1996年4月19日—），印度男子羽毛球運動員。

## 簡歷
2015年6月，桑亞姆·舒克拉與拉馬錢德蘭·斯洛合作出戰毛里裘斯羽毛球國際賽男子雙打項目，在決賽中以2-0的成績（21-19、21-12）擊敗了南非安德里斯·马兰/威廉·维尔容組合，奪得個人生涯中首個國際賽冠軍。

## 主要比賽成績
| 年份   | 賽事                     | 公開賽級別 | 項目     | 拍檔            | 成績   |
| ------ | ------------------------ | ---------- | -------- | --------------- | ------ |
| 2014年 | 印度羽毛球國際挑戰賽     | 國際挑戰賽 | 男子雙打 | 拉馬錢德蘭·斯洛 | 亞軍   |
| 2014年 | 印度羽毛球國際挑戰賽     | 國際挑戰賽 | 混合雙打 | 玛内沙·库卡帕利 | 準決賽 |
| 2015年 | 毛里裘斯羽毛球國際賽     | 國際系列賽 | 男子雙打 | 拉馬錢德蘭·斯洛 | 冠軍   |
| 2017年 | 保加利亞羽毛球國際賽     | 未來系列賽 | 男子雙打 | 阿倫·喬治       | 冠軍   |
| 2017年 | 保加利亞羽毛球國際賽     | 未來系列賽 | 混合雙打 | Ahillya Harjani | 亞軍   |
| 2017年 | 印度羽毛球國際系列賽     | 國際系列賽 | 男子雙打 | 阿倫·喬治       | 冠軍   |
| 2018年 | 荷蘭羽毛球國際賽         | 國際系列賽 | 男子雙打 | 阿倫·喬治       | 冠軍   |
| 2018年 | 俄羅斯羽毛球公開賽       | 超級100賽  | 男子雙打 | 阿倫·喬治       | 準決賽 |
| 2018年 | 海得拉巴羽毛球公開賽     | 超級100賽  | 男子雙打 | 阿倫·喬治       | 準決賽 |
| 2019年 | 馬爾代夫羽毛球國際挑戰賽 | 國際挑戰賽 | 男子雙打 | 阿倫·喬治       | 亞軍   |
| 2019年 | 南亞運動會羽毛球比賽     | 其他       | 男子團體 | －              | 金牌   |
| 2021年 | 印度羽毛球國際挑戰賽     | 國際挑戰賽 | 男子雙打 | 阿倫·喬治       | 亞軍   |

| 2007-2017年 | 首要超級賽 | 超級賽 | 黃金大獎賽 | 大獎賽 | 國際挑戰賽 | 國際系列賽 | 未來系列賽 | 其他 |

| 2018-2026年 | 總決賽 | 超級1000賽 | 超級750賽 | 超級500賽 | 超級300賽 | 超級100賽 | 國際挑戰賽 | 國際系列賽 | 未來系列賽 | 其他 |

### 奧運會和世錦賽參賽紀錄
|          | 搭檔      | 2019 | 2020 | 2021 |
| -------- | --------- | ---- | ---- | ---- |
| 男子雙打 | 阿倫·喬治 | 48強 | －   | 48強 |